# Alcide Giuseppe Marina
Alcide Giuseppe Marina, CM (Itália, 24 de março de 1887 — Roma, Itália 17 de setembro de 1950) foi um prelado italiano da Igreja Católica que trabalhou como educador e superior dos vicentinos até 1936 e depois no serviço diplomático da Santa Sé.

## Biografia
Alcide Marina nasceu em Santimento, uma vila perto de Placência, Itália, em 24 de março de 1887. Estudou no seminário local e depois no Colégio Alberoni. Ele fez seus primeiros votos como vicentino em 25 de dezembro de 1906 e depois estudou no seminário da congregação em Montecitório, em Roma.
Após uma interrupção dos estudos para o serviço militar, foi ordenado sacerdote em 18 de dezembro de 1909. Depois, lecionou no Alberoni e no Borgo San Jacopo, em Florença.
Ele retornou ao exército de 1915 a 1919 como capelão durante a Primeira Guerra Mundial.
Após a guerra, ele retornou ao ensino e tornou-se responsável durante 15 anos pela principal publicação em língua italiana dos vicentinos, os Annali della Mission, transferindo suas operações para Roma, onde dirigiu a Pontifícia Academia Litúrgica e, como editor, transformou o Ephemerides Liturgicae, o mais antigo periódico católico internacional sobre liturgia, uma publicação que tinha laços estreitos com a Congregação para os Ritos.
De 1921 a 1932, ele também dirigiu o Collegio Alberoni. Lá, ele iniciou um renascimento dos estudos dedicados a Tomás de Aquino e empreendeu a tradução para o italiano das obras do fundador da Congregação da Missão, São Vicente de Paulo, bem como a expansão de seu programa de ciências e galeria de arte.
Como superior provincial, dirigiu a província romana dos vicentinos de 1932 a 1936.
Em 7 de março de 1936, o Papa Pio XI o nomeou arcebispo titular e Delegado Apostólico no Irã. Recebeu a consagração episcopal em 24 de maio de 1936 pelas mãos do Secretário de Estado da Santa Sé, Cardeal Eugenio Pacelli.
Em 18 de abril de 1945, Pio XI designou Marina como Delegado Apostólico na Turquia e novamente em 22 de março como Núncio Apostólico no Líbano.
Ele também foi Administrador Apostólico de Constantinopla de 1945 a 18 de maio de 1947.
Alcide morreu em Roma em 17 de setembro de 1950, aos 63 anos.
Uma rua em Piacenza leva seu nome, Via Alcide Marina.